# Eugénie Grandet
Eugénie Grandet är en roman från 1833 av den franske författaren Honoré de Balzac. Den handlar om en familj med en girig far en dotter som genomlever en misslyckad trolovning med sin kusin från Paris. Berättelsen ingår i Balzacs romansvit Den mänskliga komedin.
Boken berör flera teman som återkommer i andra delar i romansviten, bland annat konflikten mellan förnuft och lidelse, och hur kvinnlig dygd i det samtida samhället har förvandlats till någonting ynkligt. Balzac ansåg att familjen, inte individen, måste utgöra samhällets verkliga byggstenar, och att det faktum att detta inte längre gällde hade orsakat svår degenerering. Boken gavs första gången ut på svenska 1893, varefter flera översättningar har följt. En nyöversättning av Hans-Eric Holger gavs ut 1955. Boken är förlaga till flera filmer, däribland den amerikanska Unga hjärtan från 1921 och den italienska Eugenia Grandet från 1946.